# Gerrans
Gerrans (kornisch: Gerens) ist ein Ort in Cornwall, England, Vereinigtes Königreich. In dem Dorf wohnen knapp 800 Menschen.

## Einzelnachweise

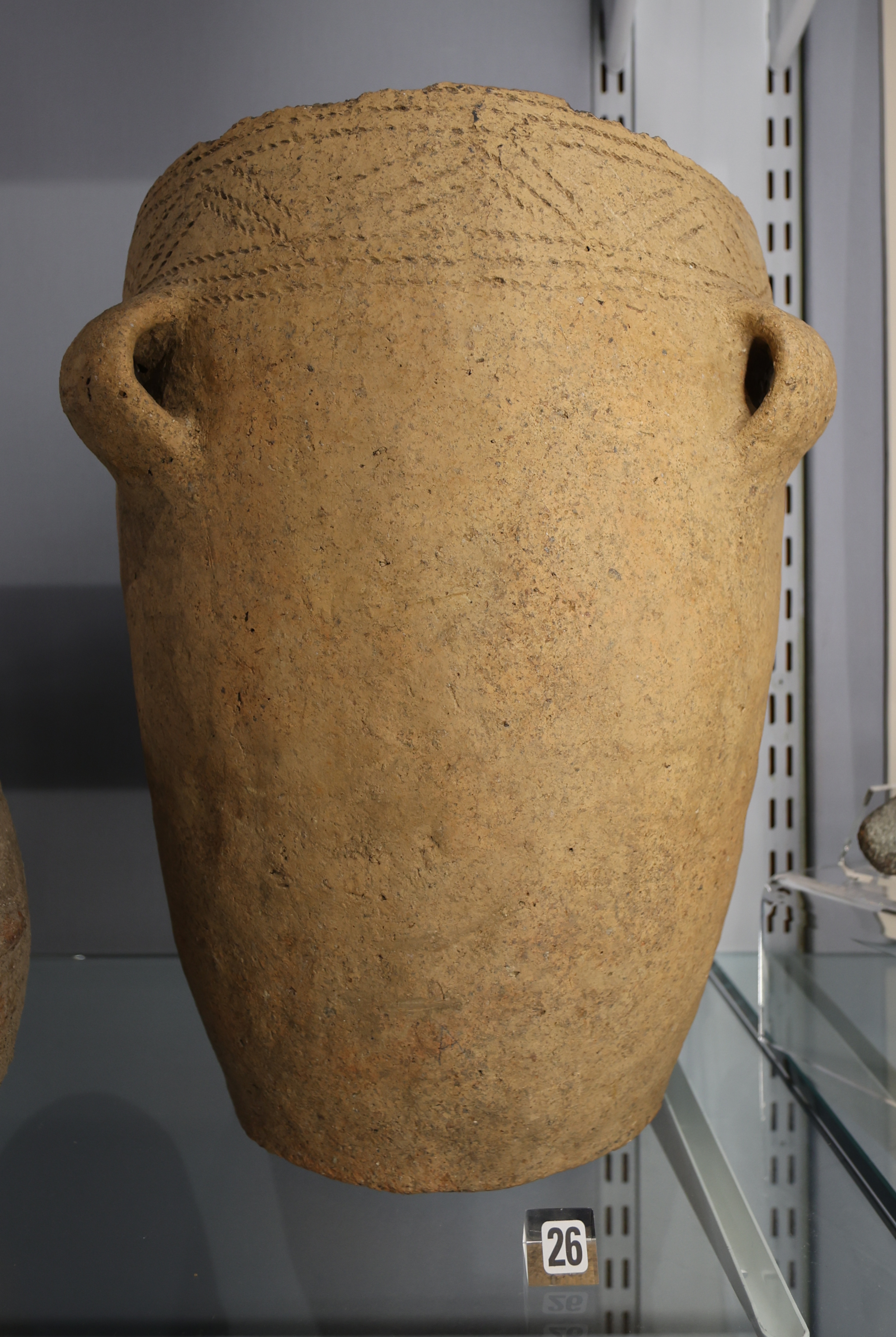
Trevisker ware - gefunden in Gerrans